# Synclera univocalis
Synclera univocalis là một loài bướm đêm thuộc họ Crambidae. Nó được tìm thấy ở quần đảo Chagos, Ấn Độ, Sri Lanka, Myanmar, Aden, Palestine, Syria và Nam Phi.
Ấu trùng ăn Zizyphus mauritiana.